# Branitschewzen
Die Branitschewzen (serbisch Браничевци) waren ein südslawischer Stamm im 9. Jahrhundert im heutigen Serbien.

## Gebiet
Der Name deutet auf die Burg Braničevo (Branicova) am Zufluss der Mlava in die Donau als Mittelpunkt des Stammes.

## Geschichte
Das Gebiet kam um 818 unter die Oberherrschaft des Fränkischen Reiches.
Von 818 bis 821 standen die Branitschewzen auf der Seite der Franken gegen die Unabhängigkeitsbestrebungen des Fürsten Ljudevit von Unterpannonien.
822 waren Gesandte der Branitschewzen bei Kaiser Ludwig dem Frommen auf dem Reichstag zu Frankfurt.
824 und 826 bemühte sich der bulgarische Khan Omurtag vergeblich um eine diplomatische Klärung für das Gebiet. 
827 oder 829 eroberte er es wieder.
Der arabische Gelehrte Al-Masʿūdī erwähnte einen Stamm der Branizabin.